# Poraniomorpha bidens
Poraniomorpha bidens is een zeester uit de familie Poraniidae.
De wetenschappelijke naam van de soort werd in 1932 gepubliceerd door Theodor Mortensen.